# Zoran Nikolić
Zoran Nikolić (cyr. Зоран Николић; ur. 1 kwietnia 1996 w Nikšiciu) – czarnogórski koszykarz, występujący na pozycji środkowego, reprezentant kraju, obecnie zawodnik Budućnostu Podgorica.

## Osiągnięcia
Stan na 12 maja 2022, na podstawie, o ile nie zaznaczono inaczej.

### Drużynowe
- Mistrz:
  - Ligi Adriatyckiej (2018)
  - Czarnogóry (2017, 2019, 2021)
  - III ligi hiszpańskiej (LEB Plata – 2014)
- Zdobywca pucharu:
  - Czarnogóry (2017–2022)
  - III ligi hiszpańskiej (LEB Plata – 2014)
- Wicemistrz:
  - Ligi Adriatyckiej (2019, 2021)
  - Czarnogóry (2018)
- 4. miejsce w Lidze Adriatyckiej (2018)
- Uczestnik międzynarodowych rozgrywek:
  - Euroligi (2018/2019)
  - Eurocup (2016–2018, 2019–2022)
- Finalista Superpucharu Ligi Adriatyckiej (2017, 2018)

### Indywidualne
- Uczestnik:
  - Adidas Eurocampu (2015, 2016)
  - NBA Global Camp (2018)

### Reprezentacja
Seniorska
- Wicemistrz igrzysk małych państw Europy (2017)
- Uczestnik kwalifikacji:
  - europejskich do mistrzostw świata (2017–2019 – 12. miejsce, 2021)
  - do Eurobasketu (2020)

Młodzieżowe
- Mistrz Europy dywizji B:
  - U–20 (2016)
  - U–18 (2013)
- Wicemistrz Europy U–16 dywizji B (2012)
- Uczestnik mistrzostw Europy:
  - U–18 (2014 – 11. miejsce)
  - U–20 dywizji B (2015 – 4. miejsce, 2016)